# Chirundu (Zambie)
Ne doit pas être confondu avec Chirundu (Zimbabwe).
Chirundu est une localité de Zambie, située sur le Zambèze, frontalière avec le Zimbabwe ; c'est une importante étape sur la grande route du Nord (Zambie) : poste-frontière, la ville connaît une importante activité routière, accompagnée de divers trafics légaux et illégaux. On y trouve les deux ponts de Chirundu qui enjambent le Zambèze. La ville située en face, au Zimbabwe, porte le le même nom.
La forêt pétrifiée de Chirundu, à 21 km à l'ouest, est une zone où l'on trouve des arbres fossilisés datant de 150 Ma ; elle est au sud de la route Chirundu-Lusaka, près de l'embranchement vers Kariba. Elle est inscrite sur la liste des monuments et sites historiques nationaux de Zambie (en) et, depuis 2009, sur la liste indicative du patrimoine mondial de l'UNESCO.